# Piège en altitude
Pour plus de détails, voir Fiche technique et Distribution.
Piège en altitude (hangeul : 하이재킹 ; RR : Haijaeking ; litt. « Détournement ») est un film sud-coréen réalisé par Kim Sung-han, sorti en 2024. Il s'agit du premier long métrage du réalisateur, inspiré d'un fait réel sur le détournement du vol F27 de Korean Air en janvier 1971,,.

## Synopsis
Dans l'aéroport de Corée du Sud de Sokcho, en hiver 1971, deux pilotes sont aux commandes d'un avion de moyenne capacité pour Gimpo. L'un d'eux, le copilote, est un ancien pilote de l'armée de l'air révoqué car il avait, lors d'une intervention dans d'un détournement précédent, refusé l'ordre de tirer sur un appareil civil. 
Peu de temps après le décollage, une bombe improvisée explose, transformant l'avion en chaos, et un pirate de l'air tente de détourner l'avion, pour aller en Corée du Nord. Le commandant de bord est gravement blessé et c'est le copilote qui doit prendre les commandes, il utilise son expérience militaire pour gérer les évènements qui vont se dérouler avec de nombreuses péripéties.

## Fiche technique
Sauf indication contraire ou complémentaire, les informations mentionnées dans cette section peuvent être confirmées par la base de données KMDb
- Titre original : 하이재킹
- Titre international : Hijack 1971
- Titre français : Piège en altitude
- Réalisation : Kim Sung-han
- Scénario : Kim Kyeong-chan
- Musique : Kim Tae-seong
- Décors : Kim Byung-han
- Costumes : Jo Hee-ran
- Photographie : Lee Hyung-deok
- Montage : Kim Sang-bum
- Production : Kim Min-seong
- Sociétés de production : Perfect Storm Film, en coproduction avec Channel Plus
- Sociétés de distribution : Sony Pictures Entertainment Korea et Kidari Studio
- Budget : environ 13 millards de won[1],[4]
- Pays de production :  Corée du Sud
- Langue originale : coréen
- Format : couleur
- Genre : action, catastrophe, drame
- Durée : 100 minutes
- Dates de sortie :
  - Corée du Sud : 21 juin 2024
  - France : 25 novembre 2024 (vidéo à la demande)[5]
- Classification :
  - Corée du Sud : convient aux 12 ans et plus[6]

## Distribution
- Ha Jeong-woo : Tae-in, ancien pilote de chasse de l'armée de l'air
- Yeo Jin-goo : Yong-dae, pirate de l'air
- Sung Dong-il (en) : Gyoo-sik, commandant de bord
- Chae Soo-bin : Ok-soon, hôtesse de l'air
- Moon Yoo-kang (ko) : Chang-bae, agent de sûreté de Korean Air
- Heo Dong-hwan (ko)
- Kim Sun-young (en) : Yeong-sook, officière de l'armée de l'air et épouse de Min-soo
- Im Se-mi : Moon-yeong, épouse de Tae-in
- Kim Jong-soo (en) : Jang Young-hwan, commandant de l'armée de l'air sur la base aérienne de Gangneung
- Kim Dong-wook (en) : Choi Dong-cheol (caméo), pilote du Northrop F-5
- Choi Kwang-il (ko) : Seo Min-soo (caméo), copilote du Northrop F-5
- Jeong Ye-jin (ko) : Lee Soo-hee, professeur d'anglais
- Kim Chul-yoon (ko) : Nam-il, le mari embarqué pour lune de miel
- Moon Woo-jin : Lee Han-bong, un étudiant
- Park Ji-hwan (en) : l'inspecteur Kim

## Production

### Genèse et développement
Mi-août 2022, Ha Jeong-woo, Sung Dong-il et Chae Soo-bin participent au projet du premier long métrage Hijack 1971 de Kim Sung-han, après vingt ans d'expérience en tant qu'assistant réalisateur, produit par Perfect Storm Film. Le film, dont le budget compte environ 13 millards de won, raconte le détournement d'avion dans les années 1970. Début octobre, Kim Kyeong-chan est mentionné en tant que scénariste, connu pour avoir écrit 1987: When the Day Comes (1987, 2017) de Jang Joon-hwan. Ce dernier, à cette époque de ce tournage, avait pour assistant réalisateur Kim Sung-han :

« Après avoir terminé 1987: When the Day Comes, je rencontrais souvent le scénariste, et c'est à ce moment-là que j'ai entendu parler de l'incident du détournement d'avion en 1971. C'est une histoire qui fait beaucoup penser à un film, et j'ai soudain pensé d'en faire un film. J'ai simplement dit au scénariste et aux producteurs que ce serait formidable d'en faire un film, et ces derniers m'ont proposé de le réaliser. J'ai, à ce moment-là, accepté ce projet. »

— Kim Sung-han
Le scénariste s'est inspiré du détournement du vol F27 de Korean Air qui, exploité par le Fokker F27, entre Gangneung et Séoul, a été détourné, le 23 janvier 1971, par un homme armé de grenades et, après une explosion tuant le terroriste et le copilote, s'est écrasé sur une plage déserte non loin de Sokcho, en Corée du Sud,.
Fin février 2024, Channel Plus est mentionné en coproduction avec Perfect Storm Film.
Ce film fait référence aux films des années 1980 et 1990, tels que Nez cassé (짝코, 1980) d'Im Kwon-taek, The Last Witness (최후의 증인, 1980) de Lee Doo-yong et Nambugun (남부군, 1990) de Jeong Ji-yeong, « parce que beaucoup de choses n'ont pas changé, après des événements réels du détournement du vol F27 d'il y a plus de cinquante ans. La Corée est toujours divisée entre le Sud et le Nord. Même si nous vivons à une époque où l’idéologie est moins importante qu’avant, nous verrons à nouveau d'autres tragédies au cours des prochains jours », explique le réalisateur.

### Attribution des rôles
|  |

Mi-août 2022, Ha Jeong-woo y incarne l'ancien pilote de chasse de l'armée de l'air, Sung Dong-il, le commandant de bord, et Chae Soo-bin en tant qu'hôtesse de l'air. En octobre, Yeo Jin-goo se joint à l'équipe pour interpréter un passager bien accueilli, mais « méchant (…), ce que je voulais faire depuis longtemps », déclare-t-il.
Début juillet 2024, dans un interview, Moon Yoo-kang raconte qu'il a été choisi par le réalisateur pour le rôle de Chang-bae, un agent de sûreté, et a joué pour la première fois avec son oncle Ha Jeong-woo qui n'était au courant de rien de son engagement.

### Tournage
Le tournage avait pour objectif de débuter en novembre 2022.

### Musique
La musique du film est composée par Kim Tae-seong, ayant travaillé pour les films, tels que The Admiral: Roaring Currents (명량: 회오리바다, 2014) de Kim Han-min et 1987: When the Day Comes (1987, 2017) de Jang Joon-hwan, dont Kim Sung-han était assistant réalisateur.

## Accueil

### Sorties
Fin février 2024, la sortie de Piège en altitude est annoncée en ce juin en Corée du Sud. Il sort officiellement le 21 juin dans les salles obscures, distribué par Sony Pictures Entertainment Korea et Kidari Studio, et s'annonce déjà un succès, se classant au deuxième rang du box-office sud-coréen avec 99 000 spectateurs (soit 28,3 % de part des ventes),.
En France, il sort le 25 novembre 2024 en vidéo à la demande.

### Box-office
Pour le premier week-end, le film compte 482 393 spectateurs, avec un cumulé de 493 234 spectateurs. Au matin du 30 juin 2024, il dépasse la barre du million en neuf jours, précisant 1 000 406 spectateurs cumulés.